# سفارة فرنسا في الهند
سفارة فرنسا في الهند هي أرفع تمثيل دبلوماسي لدولة فرنسا لدى الهند. تقع السفارة في نيودلهي وهي تهدف لتعزيز المصالح الفرنسية في الهند.

## وصلات خارجية
- الموقع الرسمي
- قائمة سفارات فرنسا
- قائمة السفارات في الهند